# لانشکروون
لانشکروون (به چکی: Lanškroun) یک منطقهٔ مسکونی و شهرستان دارای شهرک سابقاً روستا در جمهوری چک است که در ناحیه اوستی ناد اورلیتسی واقع شده‌است. لانشکروون ۱۰٬۱۲۴ نفر جمعیت دارد.

## خواهرخوانده
شهرهای کاستیلیونه این تورینا و Dzierżoniów خواهرخوانده‌های لانشکروون هستند.